# Oued El Kheir
Oued El Kheir (în arabă وادي الخير) este o comună din provincia Mostaganem, Algeria.
Populația comunei este de 17.359 de locuitori (2008).